# 百周年記念ホール (ヴロツワフ)
百周年記念ホール（ひゃくしゅうねんきねんホール、Hala Stulecia）は、マックス・ベルクの計画に従って建てられた、ポーランド・ヴロツワフにある20世紀初頭の建造物。「人民ホール」(Hala Ludowa) ともいう。
ホールはライプツィヒの戦い（諸国民戦争）の百周年を記念する展示会のために、1911年から1913年にかけて競馬場跡に建造された。内部の直径69メートル、高さ42メートルの鉄筋コンクリート製の丸屋根構造で、当時のコンクリート建築物としては最大を誇る。

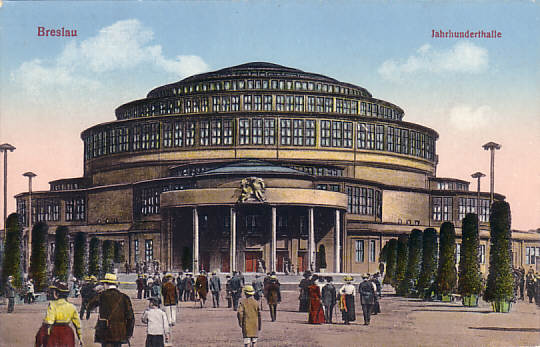
古いドイツの絵葉書に描かれた百周年記念ホール
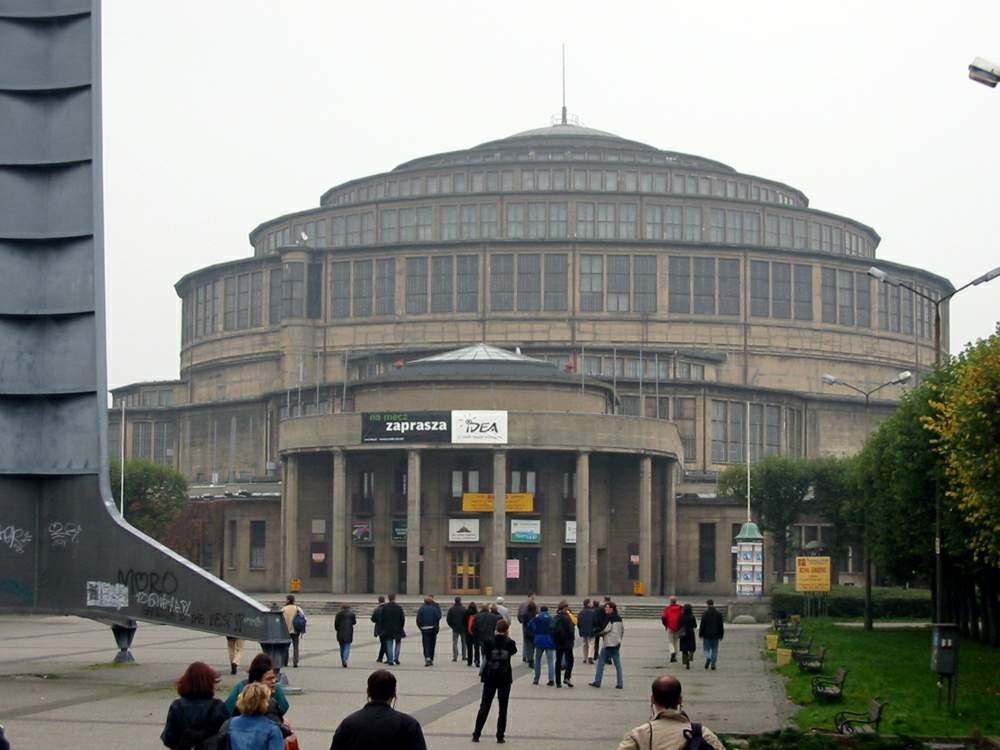
2001年のホール

## 世界遺産

### 登録基準
この世界遺産は世界遺産登録基準のうち、以下の条件を満たし、登録された（以下の基準は世界遺産センター公表の登録基準からの翻訳、引用である）。
- (1) 人類の創造的才能を表現する傑作。
- (2) ある期間を通じてまたはある文化圏において、建築、技術、記念碑的芸術、都市計画、景観デザインの発展に関し、人類の価値の重要な交流を示すもの。
- (4) 人類の歴史上重要な時代を例証する建築様式、建築物群、技術の集積または景観の優れた例。